# Abu-Alí Àhmad ibn Xadan
Abu-Alí Àhmad ibn Xadan fou governador (amid) de Balkh sota el sultà seljúcida del Khorasan Çağrı Beg Dawud i el fill d'aquest Alp Arslan.
La seva principal acció fou la conquesta als gaznèvides del pont sobre l'Oxus, a Tirmidh; el governador local Amirak Bayhaqi va rendir el seu govern i les seves possessions al conqueridor i es va retirar cap a Gazni. La data d'aquesta conquesta no es coneix, però va haver de ser entre 1035 i 1045. La regió de l'alt Oxus fins a Kubakhan i Wakhs foren cedides en feu a Abu-Alí. Va tenir com a secretari a Nidham-al-Mulk i abans de morir va encarregar la protecció de Nidham a Alp Arslan. La data de la seva mort no es coneix, però fou entre no gaire abans de 1050 i no gaire després de 1060.